# Евлейка
Евлейка (тат. Явли, Яүли)— село в Павловском районе Ульяновской области, в составе Павловского городского поселения.
Население — 487 (2010)

## Этимология
Название села происходит от татарского  слова «җәяүле» (диалект. «җәяүли») (рус. «пешком»), что указывает на пеший путь первопоселенцев в данную местность. 

## История
Основано пришлыми служилыми татарами в 1705 году.
В Списке населённых мест Российской империи по сведениям за 1859 год упоминается как казённая деревня Евлейка (Авли) Хвалынского уезда Саратовской губернии, расположенная при речке Евлейке по правую сторону тракта из города Хвалынска в квартиру второго стана и в Кузнецкий уезд на расстоянии 63 вёрст от уездного города. В населённом пункте насчитывалось 183 двора, проживали 575 мужчин и 589 женщин, имелись 2 мечети и училище.
Согласно переписи 1897 года в Евлейке проживали 1066 жителей (469 мужчин и 597 женщин), из них магометан — 1065.
Согласно Списку населённых мест Саратовской губернии 1914 года деревня Евлейка относилась к Павловской волости. По сведениям за 1911 год в деревне насчитывалось 259 дворов, проживали 843 мужчины и 704 женщины, всего 1547 жителей. В деревне проживали преимущественно бывшие государственные крестьяне, татары, составлявшие одно сельское общество.

## География
Село находится в пределах Приволжской возвышенности, являющейся частью Восточно-Европейской равнины, среди лесов, при ручье, на высоте около 180 метров над уровнем моря. Рельеф местности холмистый. У южной окраины села расположено небольшое озеро Зуркуль. Почвы — светло-серые лесные и чернозёмы выщелоченные.
Село расположено примерно в 7,8 км по прямой в северо-восточном направлении от районного центра посёлка городского типа Павловка. По автомобильным дорогам расстояние до районного центра составляет 9,6 км, до областного центра города Ульяновска — 260 км.
Часовой пояс
Евлейка, как и вся Ульяновская область, находится в часовой зоне МСК+1. Смещение применяемого времени относительно UTC составляет +4:00.

## Население
Динамика численности населения по годам:
| Годы      | 1859 | 1897 | 1911 | 1989 | 2002 |
| --------- | ---- | ---- | ---- | ---- | ---- |
| Население | 1164 | 1066 | 1547 | ≈880 | 637  |

| 2010 |
| ---- |
| 487  |

Национальный состав
Согласно результатам переписи 2002 года татары составляли 98 % населения села.

## Инфраструктура
В селе есть: Дом культуры, мед. пункт, почта, средняя школа, детский сад, мусульманская религиозная организация, сельхозкомпания «Павловский район Евлейское». Село связано с райцентром автобусным сообщением.